# Písničky, které mám rád
Písničky, které mám rád (1997) je hudební album českého herce Miroslava Donutila. Vyšlo jak na kompaktním disku (CD), tak také na magnetofonové kazetě (MC). Obojí ve společnost Multisonic.

## Obsah alba
Album obsahuje dohromady třináct písní:
1. „Jako já, jako ty“
2. „Prokletej ráj“
3. „Mississippi“
4. „Pramínek vlasů“
5. „Ani tak nehoří“
6. „Vám, dětem z polštářků“
7. „Setkání – pozdrav Drupimu“
8. „Můj grál“
9. „Hlaď mě“
10. „Já se vrátím“
11. „Řekněte mamce, prokrista“
12. „Já znám kout“
13. „Jeřábi“